# Speisesalz

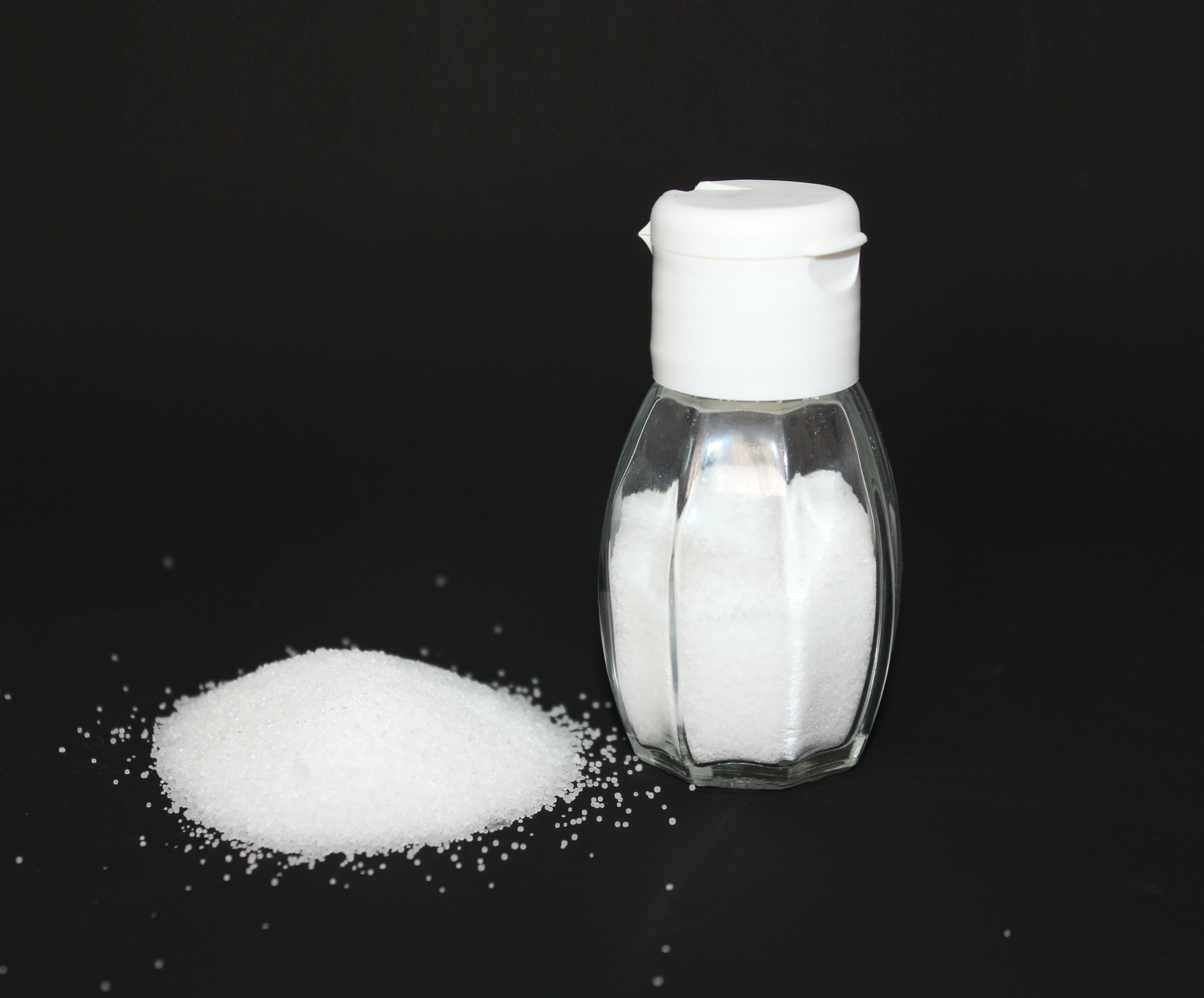
Handelsübliches raffiniertes und gemahlenes Speisesalz

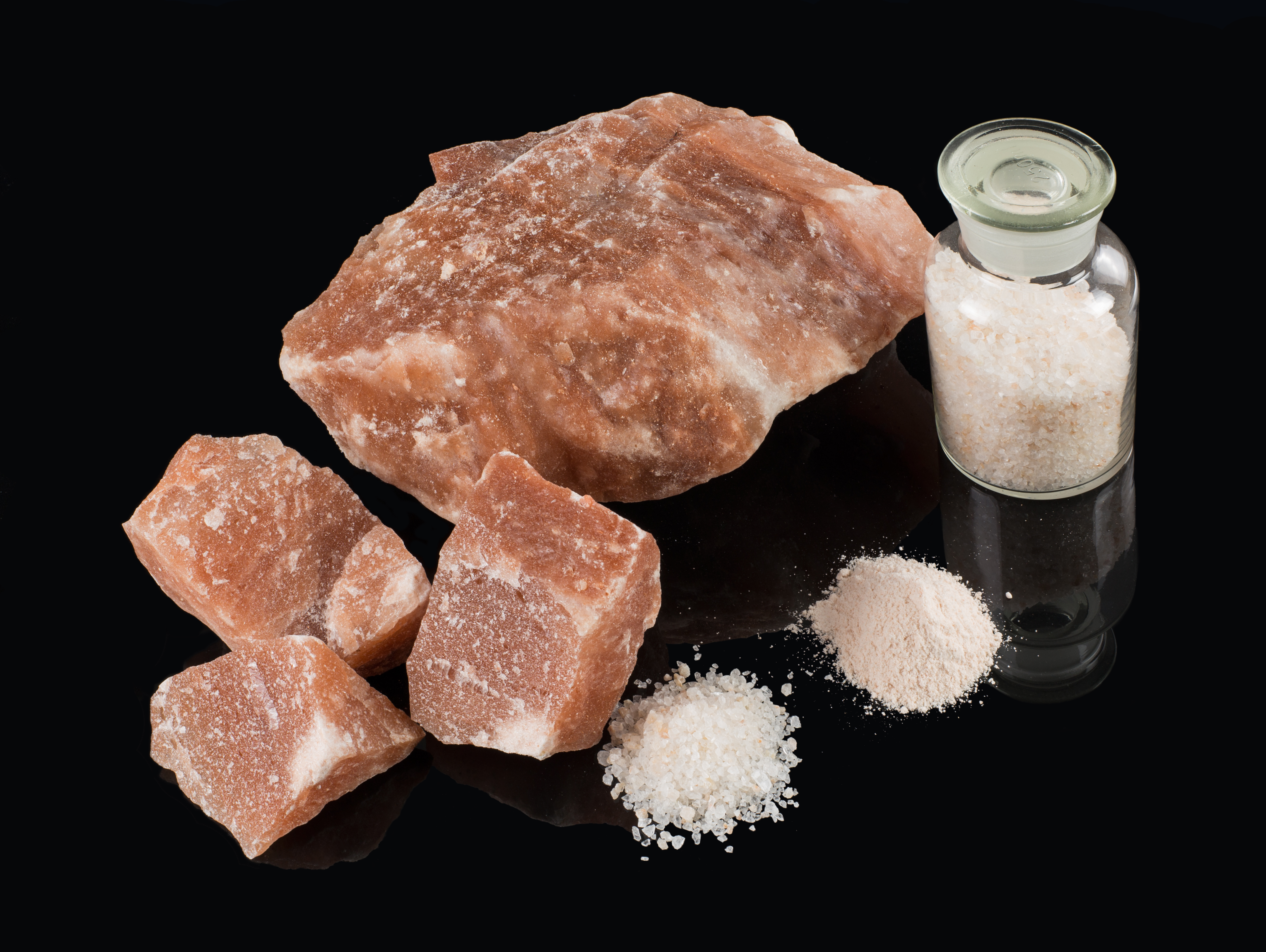
Rotes Steinsalz aus Pakistan („Himalayasalz“), durch Eisenionen (Fe^{3+}) gefärbt

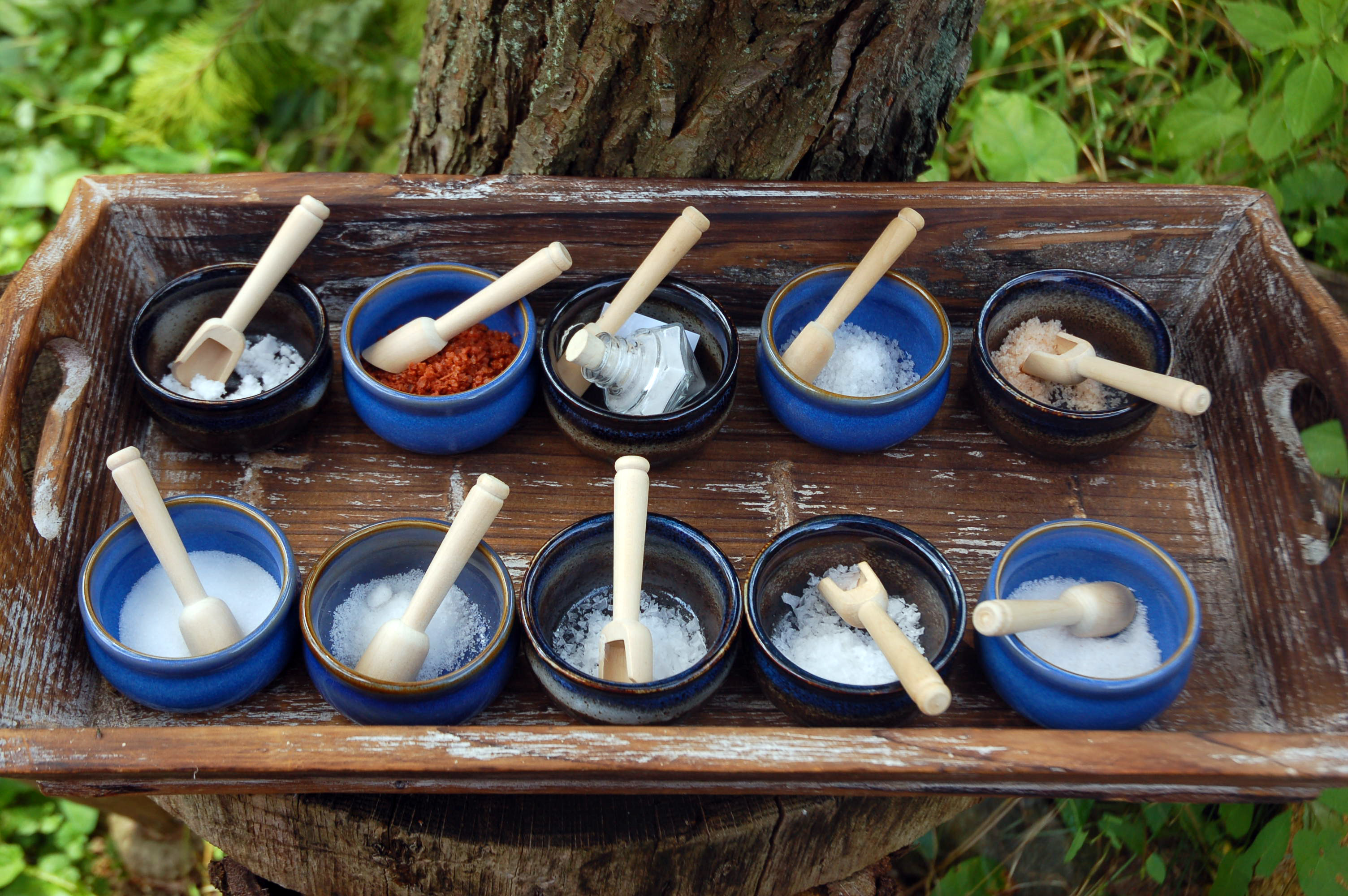
Verschiedene Salzarten zur Verkostung bereitgestellt

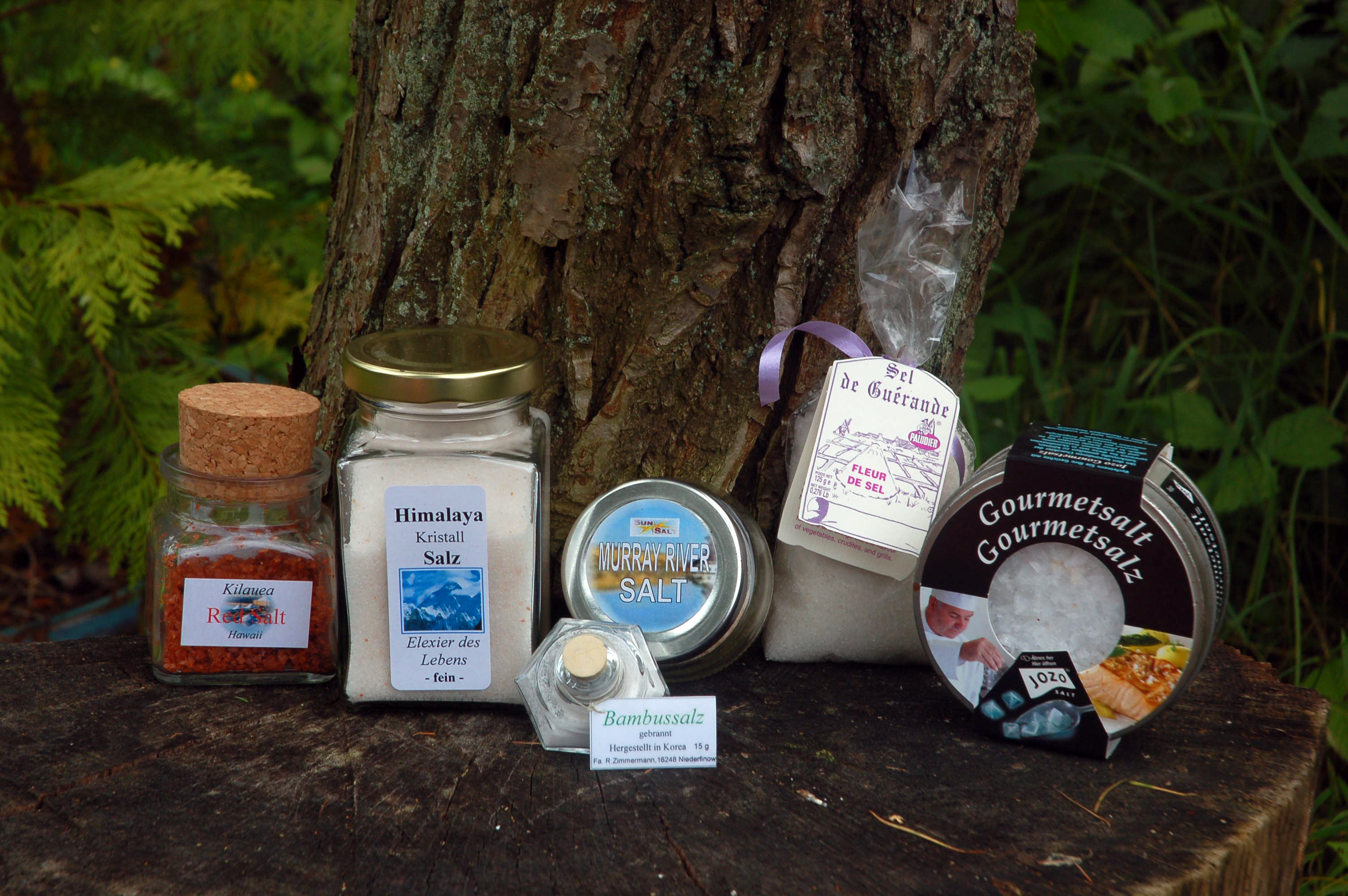
Speisesalze in verschiedenen Verkaufsverpackungen

Speisesalz, Kochsalz oder Tafelsalz (allgemeinsprachlich einfach Salz) ist das unter anderem in der Küche für die menschliche Ernährung als Würzmittel verwendete Salz. Es besteht hauptsächlich aus Natriumchlorid (NaCl).
Bei der Gewinnung handelsüblichen Speisesalzes verbleiben im Steinsalz und im Meersalz 1–3 % andere Salze und bei unbehandeltem Meersalz noch eine Restfeuchte von bis zu 5 % Wasser. Im Handel ist vorwiegend gereinigtes, raffiniertes Salz. Zur Verbesserung technischer Eigenschaften (Hygroskopie, Rieselfähigkeit) oder zur Vorbeugung gegen Mangelerscheinungen können geringe Mengen anderer Stoffe hinzugefügt sein.

## Geschichte

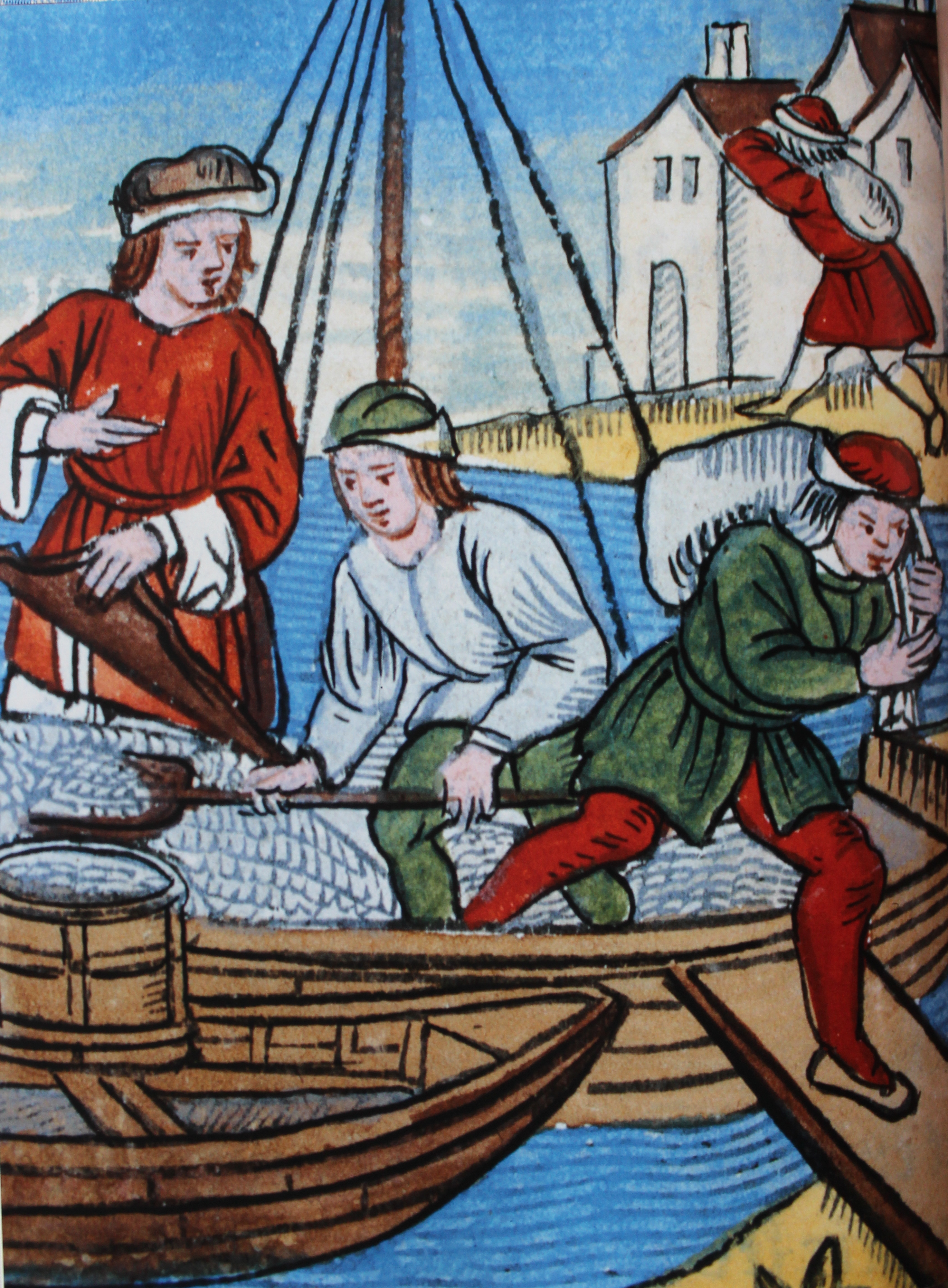
Salzhändler aus dem 15. Jahrhundert in Paris

Die Salzgewinnung ist von den meisten Zivilisationen des Altertums bezeugt. Es ist anzunehmen, dass das Speisesalz schon früh einen Platz in der Kultur der Menschen hatte. Schon die Sumerer und Babylonier nutzten Salze zur Konservierung von Lebensmitteln. Auch zum Würzen von Speisen wird es seit langer Zeit benutzt. Im Alten Testament wird Hiob in den Mund gelegt: „Isst man denn ungesalzene Speise? Wer hat Geschmack an fadem Schleim?“ (Hiob 6,6 ).
Im keltisch-germanischen Raum erfolgte eine großangelegte Produktion von Salz aus Meerwasser ab der Bronzezeit.
Speisesalz (lateinisch sal communis oder sal commune; deutsch früher auch „Saltz“ geschrieben) war begehrt und in bestimmten Regionen rar. Es wurde bereits in vorgeschichtlicher Zeit auf Salzstraßen von den Herstellungsorten in die salzarmen Regionen transportiert. Auf den entstandenen Salzstraßen wurden weitere Artikel transportiert. Dadurch wurden die Salzstraßen zu wichtigen Handelsstraßen. Beispiele sind die Alte Salzstraße der Hanse von Lüneburg nach Lübeck mit einer Länge von 127 Kilometern oder die Salzstraße von Hall in Tirol nach Matrei am Brenner.
Wie wertvoll Speisesalz war, ergibt sich aus der Bezeichnung „weißes Gold“. Das Wort „Salär“ entstammt der Zahlung von Lohn oder Sold in Form von Salz. Auch der römische Gelehrte Cassiodor sagte einst: „Auf Gold kann man verzichten, nicht aber auf Salz.“

„Die Preisstabilität und geregelte Versorgung ermöglichte es den Römern, Salz als Zahlungsmittel zu nutzen, zum Beispiel wurden zeitweise die römischen Legionäre damit bezahlt.“

Salz spielte in vielen Ländern eine wichtige Rolle in der Geschichte der Besteuerung, und viele Regierungen setzten das gewinnbringende Salzgewinnungs- und Handelsmonopol streng durch, so das Ägypten der Ptolemäer und das Seleukidenreich. Im Mittelalter und in späterer Zeit mussten für Salz hohe Summen bezahlt werden. Durch den Transport des Speisesalzes und den Handel (siehe Salzhandel, Salzmonopol, Salzsteuer) wurden viele Städte zu reichen Metropolen. So war Lüneburg primärer Salzlieferant der Hanse, in deren nordeuropäischem Einflussbereich das Pökeln die wichtigste Konservierungstechnik für Fisch, Fleisch und Kohl war.
Nicht selten konnten sich Bauern trotz eigener Schlachtung Fleischmahlzeiten nur in Maßen leisten, weil Salz zum Pökeln und damit für die Haltbarkeit nötig war. 1648 kam es zum „Salzaufstand in Moskau“, weil durch eine Salzsteuer der Salzpreis auf das Dreifache stieg.
Im deutschsprachigen Raum wurde Speisesalz erst erschwinglich, als die mehrere hundert Meter dicken und 250 Millionen Jahre alten Salzschichten des Zechsteinmeers abgebaut werden konnten.

„In Staßfurt wurde die Tiefbohrung im Frühjahr 1839 begonnen; bei 826 Fuß Tiefe unter der Oberfläche oder 605 Fuß unter dem Meeresspiegel wurde das Steinsalzlager getroffen, welches bis zu einer Tiefe von 1851 Fuß verfolgt worden ist. […] Die Production des Staßfurter Steinsalz-Bergwerkes ist gegenwärtig auf eine halbe Million Centner jährlich anzuschlagen; der Debit ist im Steigen begriffen. Jedes Quantum kann gefördert werden und ein Mangel an Salz in Preußen bei irgend welchen politischen Verhältnissen ist nicht mehr möglich.“

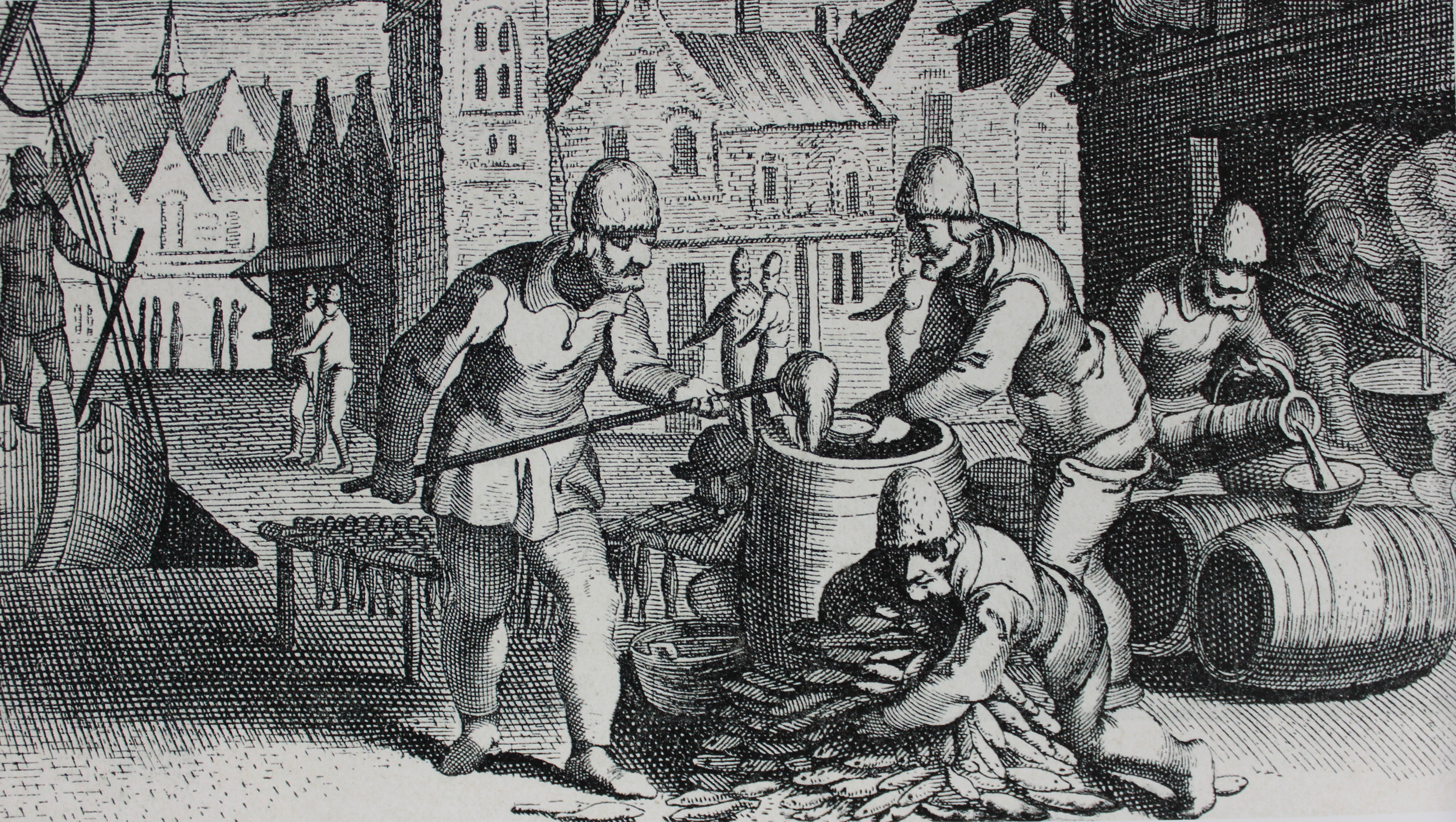
Salz als Konservierungsmittel (Das Pökeln von Hering in Niederland aus dem 17. Jahrhundert).

Länder und Städte, die das Salzregal besaßen, überwachten innerhalb dessen Geltungsbereich ihr Recht des Salzhandels. Der Salzhandel war in Deutschland bis 1993 mit der Salzsteuer belegt und ein wichtiges Monopol. In China war der Handel mit Salz und dessen Preis bis 2017 staatlich geregelt. Nur die China National Salt Industry Corporation war berechtigt, Tafelsalz in China zu verkaufen.
Durch den Zusatz von Aromen (wie etwa beim Rauchsalz) oder Beimengung anderer Stoffe (beispielsweise beim Auftausalz) kann Salz von der Salzsteuer freigestellt sein. Vormals war das Salzfass bei Tisch der Behälter für die individuelle Nachsalzung, mit dem Salzstreuer wurde die Dosierbarkeit verfeinert. Mit den körnigen Speisesalzen, die heute in Mode kommen, wurde die Salzmühle nötig. Je feiner das Salz, desto besser und schneller löst es sich auf und verteilt sich im Gericht. Daraus ergeben sich geschmackliche Eigenschaften von besonderen Speisesalzformen, wie dem Fleur de Sel, die zum überwiegenden Teil aus Natriumchlorid bestehen.

## Gewinnung

### Meersalz

Gewichtsanteile der im Meerwasser enthaltenen, Salze bildenden Ionen

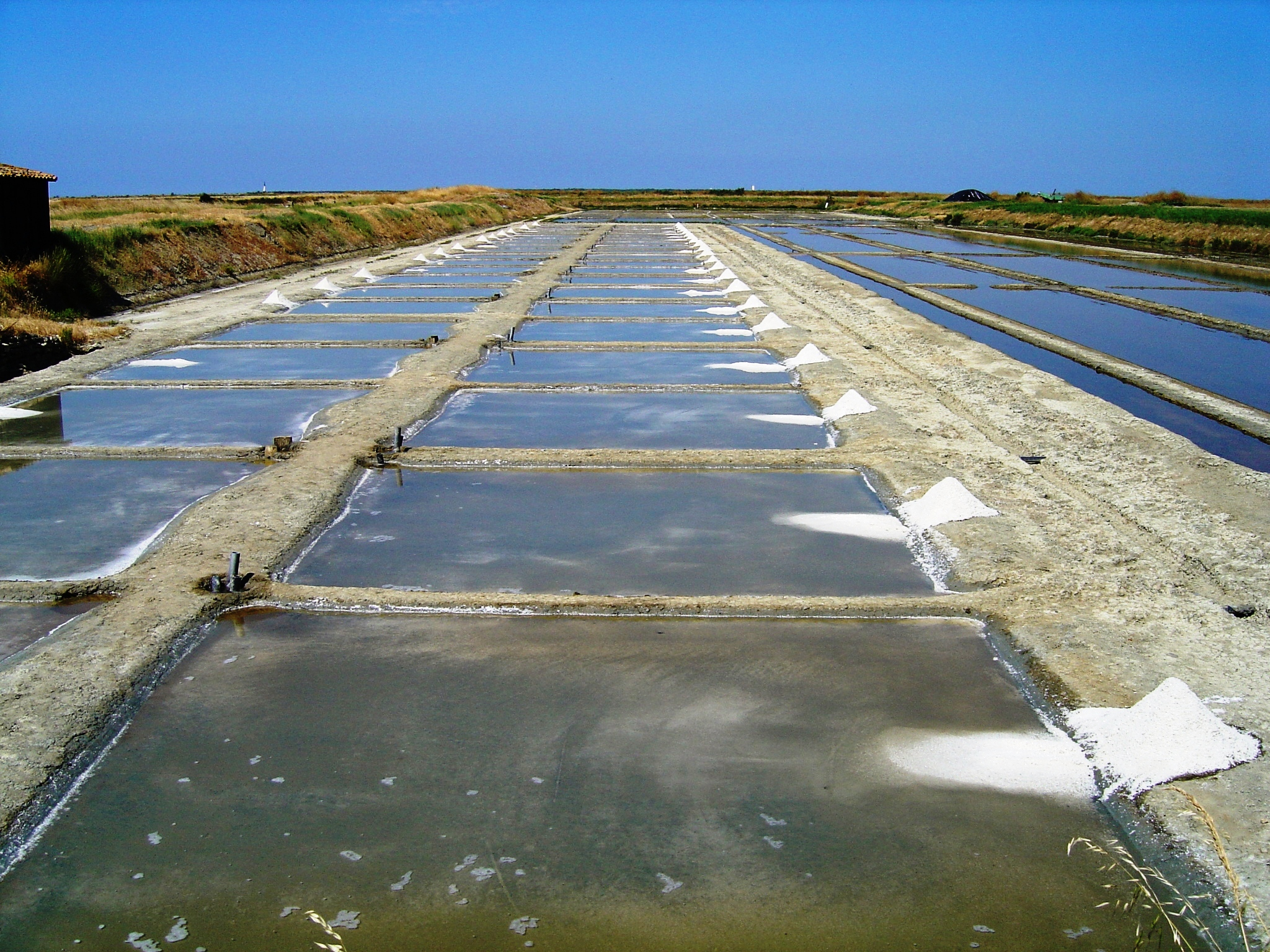
Salzgarten auf der Île de Ré (Frankreich)

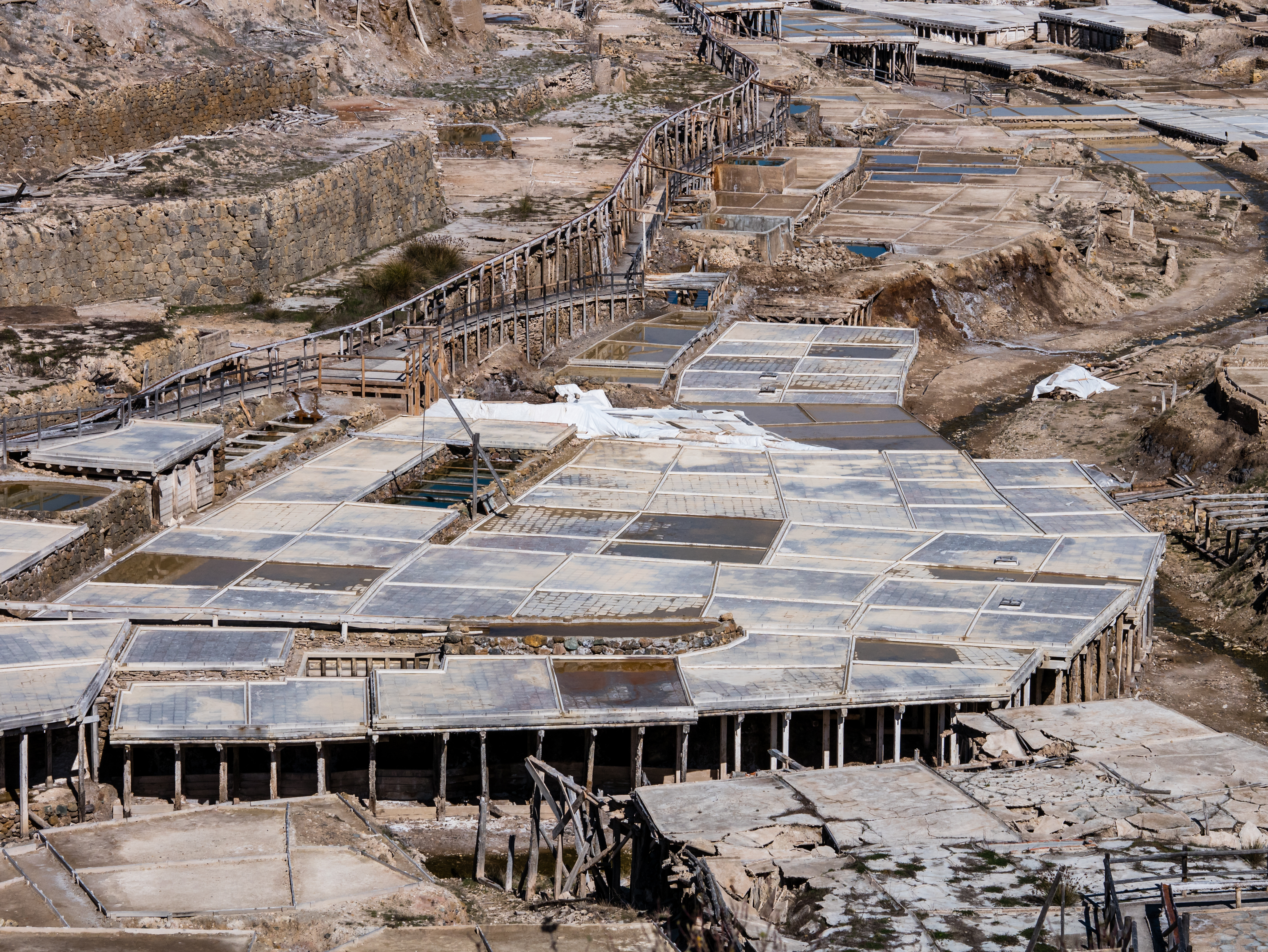
Salzgarten im Añana-Tal in der Provinz Álava (Spanien)

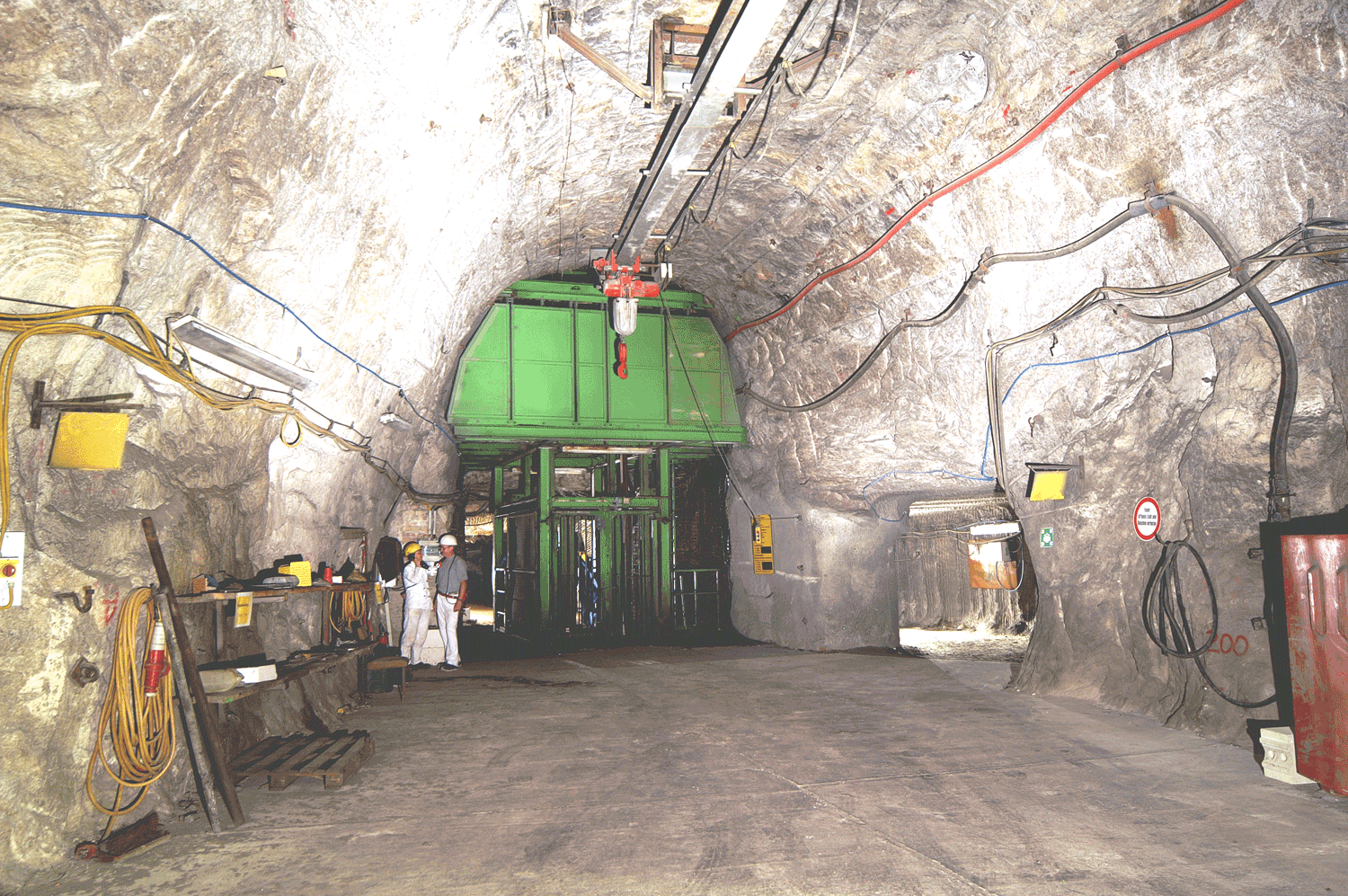
Füllort des seinerzeit (2006) schon nicht mehr als Salzbergwerk aktiven Schachtes „Halle“ in Teutschenthal

Bei der ältesten Art der Salzgewinnung wird das Wasser natürlich salziger Oberflächengewässer, zumeist Meerwasser, in Salzgärten (flache Becken) geleitet, wo es unter Sonneneinstrahlung verdunstet. Alle im Meerwasser befindlichen Ionen kristallisieren dabei in Form von Ionenverbindungen entsprechend deren Löslichkeiten nacheinander aus. Dabei fallen vor allem zunächst Calciumsulfat (Gips) und dann Natriumchlorid aus. Das als Speisesalz genutzte Natriumchlorid wird vor der völligen Verdunstung des Wassers abgeschöpft und getrocknet. Geringfügige Beimengungen anderer Salze und Verunreinigungen beispielsweise durch Tonerde lassen sich nicht verhindern. Spurenelemente aus dem Meerwasser wären nur bei vollständiger Verdunstung und Eintrocknung in diesem Meersalz enthalten, was aber zu einem unerwünschten Beigeschmack und zu einer stärkeren Verunreinigung führte.
Heute werden etwa 20 % des weltweiten Verbrauchs aus Meerwasser gewonnen. An europäischen Küsten wird bis heute Meersalz gewonnen, so an der Algarve, Bretagne, Camargue, Toskana und in Kroatien. Es gibt Lagerstätten in den USA, Südamerika und Afrika, wo Salz im Tagebau aus geologisch jungen ausgetrockneten Salzseen gefördert wird. Diese Vorkommen sind nicht von mächtigen Gesteinsschichten überlagert wie die in Nord- und Mitteldeutschland, enthalten aber auch geringere Mengen an Salz. Bei der Entsalzung von Meerwasser fallen alle im Meerwasser gelösten Salze als Nebenprodukt an.

### Salz aus dem Berg
Vor mehr als 250 Millionen Jahren hat sich Salz durch die Bildung von Barren, also Erhebungen des Meeresbodens, an Land abgelagert. Auf diese Weise gelangte das Salz in die Berge. Bei Salz aus dem Berg wird zwischen Stein- und Siedesalz unterschieden.

#### Steinsalz
Steinsalz ist Salz, das trocken aus dem Berg gewonnen wird. Man schlägt, sprengt oder fräst es mit Maschinen aus den Felswänden. Der Abbau ist nur an den Stellen im Berg möglich, wo zu mindestens 90 Prozent reines Salz vorliegt.
In Mitteldeutschland erfolgt der bergmännische Abbau mechanisch mithilfe von speziellen Fräsen und anderem schweren Gerät.

#### Siedesalz
Siedesalz wird mit Wasser aus dem Berg gelöst (Bohrspülwerk). Anders als Steinsalz kann man es nicht direkt aus dem Berg schlagen, da der Salzgehalt im Gestein nur bei etwa 50 bis 60 Prozent liegt. Beim Herauslösen entsteht eine salzhaltige Flüssigkeit. Beim Aussolen und nassem Abbau wird das Speisesalz durch Verdampfen des Wassers aus der geförderten Salzlösung (Sole) gewonnen (Siedesalz).

### Auswaschverfahren
- Bei indigenen Völkern Südamerikas und in einigen Regionen West- und Zentralafrikas wird ein salzhaltiges Produkt durch Auswaschen von Pflanzenasche gewonnen. Dieses Produkt enthält größere Anteile von Kaliumchlorid.
- In Südamerika und in Westafrika um den Tschadsee wird salzhaltige Erde ausgewaschen, filtriert und eingekocht; dieses Verfahren wird auch in Thailand und in Neuguinea genutzt.
- An der Nordseeküste, in den Niederlanden, Norddeutschland und Dänemark wurde Torf gefunden, der von Meerwasser überflutet war. Dieser wurde ausgewaschen und filtriert, die konzentrierte Sole wurde in Siedepfannen eingeengt. Dies gab den Halligen ihren Namen, von althochdeutsch „Hall“ = „Salz“. Das Verfahren ist seit dem Mittelalter belegt und wird noch auf Læsø (Dänemark) als Touristenattraktion vorgeführt.
- Das im westafrikanischen Karawanenhandel des 17. und 18. Jahrhunderts verbreitete Salz wurde vor allem aus salzigem oberflächennahen Grundwasser in der Sahara gewonnen, das aus Brunnen geschöpft wurde.

### Produktionsmengen
Der Anteil der Speisesalzproduktion in Deutschland (440.000 t) beträgt etwa drei Prozent der Weltgesamtproduktion.

## Verwendung

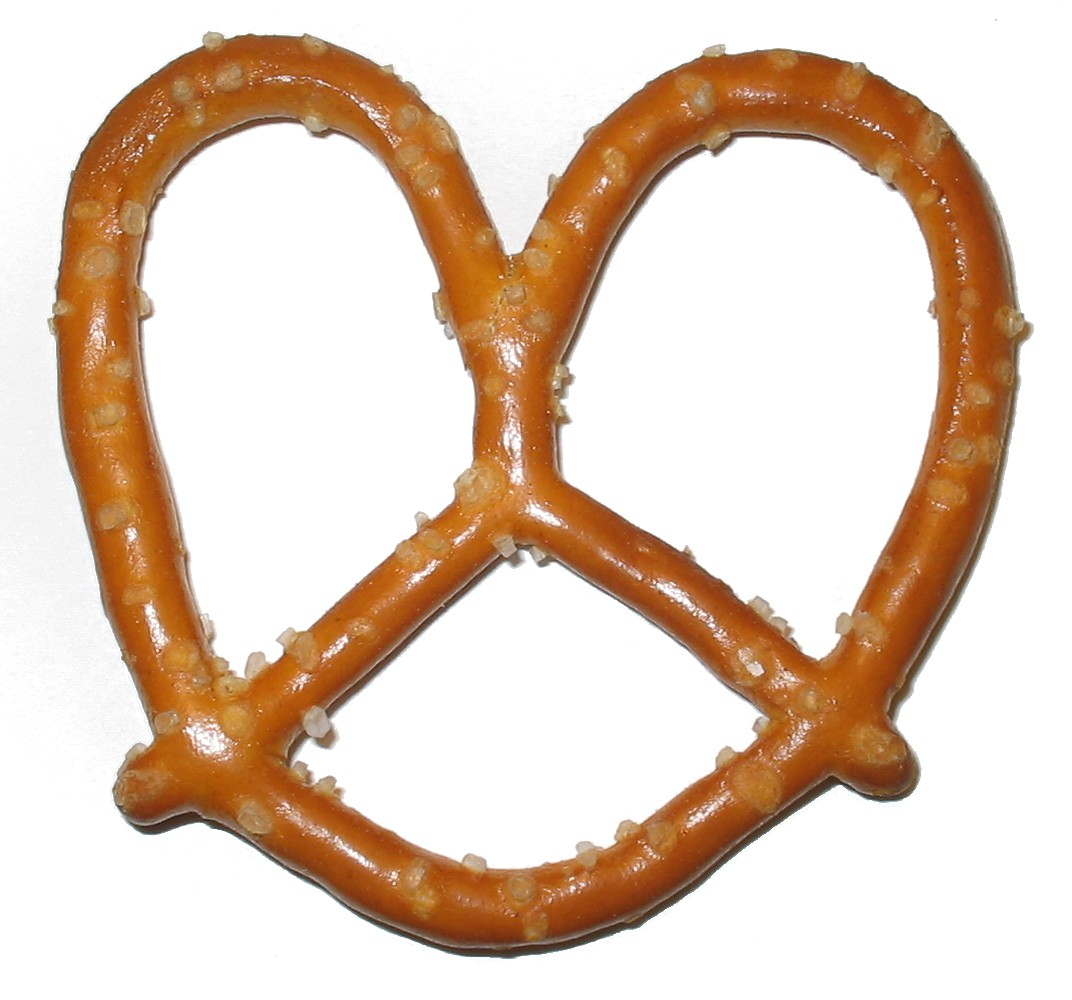
Brezel mit grobkörnigem Salz

Als Lebensmittel unterliegt Speisesalz den lebensmittelrechtlichen Vorschriften.

### Würzmittel
Speisesalz spielt in der Ernährung eine bedeutende Rolle. Salzlose Speisen schmecken meist fad, wie die Rede vom „Salz in der Suppe“ belegt. Kochsalz würzt fast alle Speisen und Lebensmittel.

### Lebensmittelverarbeitung
Die Gegenwart von Speisesalz verringert die Löslichkeit der organischen Würzstoffe und erhöht dadurch deren Wahrnehmung im Geschmack. Eine kleine Menge Salz in Brot- oder Brötchenteigen stabilisiert das Kleber-Eiweiß (Gluten).
Gemüse wird gewöhnlich in Salzwasser gekocht. Durch Osmose schließt Salz die Zellwände auf, dadurch verkürzt sich die Kochzeit, so bleiben wichtige Inhaltsstoffe erhalten. Beim Backen von Fisch, Geflügel oder Fleisch in einem Salzmantel isoliert Salz das Lebensmittel, wodurch es im eigenen Saft gart. Salz steuert die Entwicklung von Enzymen bei der Teigbereitung und ermöglicht eine gesteuerte Gärung.
Außer zum individuellen Würzen ist Speisesalz bei der Herstellung von Fleisch- und Wurstwaren, Brot und Käse unentbehrlich.
Der größte Teil der Salzaufnahme erfolgt durch verarbeitete Lebensmittel und weniger durch Nachwürzen. Im GDA-Kennzeichnungssystem (Liste der Inhaltsstoffe auf Verpackungen verarbeiteter Lebensmittel) wird der Salzgehalt in Form von Salz-Äquivalenten angegeben. So lautet eine Angabe beispielsweise 1 Gramm Natrium und nicht 2,5 Gramm Salz.

### Lebensmittelkonservierung
Viele Lebensmittel können durch Einsalzen haltbar gemacht werden. Insbesondere dient Speisesalz mit 0,4 % bis 0,8 % Natriumnitrit als Nitritpökelsalz zur Konservierung von Fleisch (Pökeln) und für eine antibakterielle Wirkung und eine Rotfärbung des Pökelguts.

### Medizinische Verwendung
Das Speisesalz wurde im Mittelalter auch zur äußerlichen Behandlung von Geschwüren und Wunden benutzt, da es hier als zusammenziehend, reinigend und lindernd galt.
Auch heute findet Salz Anwendung in der Medizin, beispielsweise nutzen Krankenhäuser Kochsalzlösungen für Infusionen. Die Mischung aus 9 g Kochsalz und einem Liter Wasser ist isoton und wird zum Beispiel bei einer isotonen Dehydration eingesetzt. Salz wird zusätzlich im therapeutischen Bereich aufgrund der antibakteriellen Wirkung eingesetzt. So werden bei Nasenspülungen isotone Wasser-Salzlösungen verwendet.

## Verbrauch
Der tägliche Salzbedarf eines Menschen beträgt je nach Individuum und klimatischem Umfeld zwischen mindestens 3 bis 6 Gramm und höchstens 16 bis 20 Gramm Speisesalz. Die Weltgesundheitsorganisation empfiehlt eine Salzzufuhr von maximal 5 Gramm für Erwachsene. Daraus ergibt sich ein Jahresverbrauch in Abhängigkeit vom Umfeld und der angenommenen Tageszufuhr von 1,8 bis 6,4 Kilogramm.
Im antiken Rom schätzten Plinius der Ältere und Lucius J. Columella die Menge an Speisesalz, die täglich in der Küche verwendet wurde, auf etwa 25 Gramm pro Person. Der Wirtschaftshistoriker Hans-Heinrich Bass beziffert den durchschnittlichen Salzverbrauch in Deutschland (bezogen auf Preußen) in der ersten Hälfte des 19. Jahrhunderts mit 22 Gramm pro Person. Das Salz hat als Würzmittel und vorzugsweise als Konservierungsmittel gedient (Fleisch, Kohl, Bohnen).
Ende der 1980er Jahre wurde unter Einbeziehung der Salzverschwendung in der Küche und bei kochfertigen Produkten der tägliche Verbrauch eines US-amerikanischen Durchschnittsbürgers auf insgesamt etwa 135 Gramm Salz geschätzt.
Bei Angaben zum Durchschnittsverbrauch pro Person muss berücksichtigt werden, dass etwa die Hälfte des verwendeten Speisesalzes verloren geht, zum Beispiel durch Kochwasser oder Speiseabfälle.
Für die Dosierung von Speisesalz stehen Gefäße wie Salzstreuer (Salzfass) und Salzmühlen zur Verfügung.

## Sorten
Man unterscheidet Steinsalz und (heute vorherrschend) Siedesalz. Himalayasalz ist durch seinen Eisenoxid-Anteil rötlich gefärbt. Meersalz wird aus Meerwasser gewonnen. Für das pakistanisch-indische Kala Namak (Schwarzes Salz) erhitzt man Steinsalz mit Harad-Samen; die pflanzlichen Bestandteile verhelfen dem Salz zu seiner dunklen Farbe.

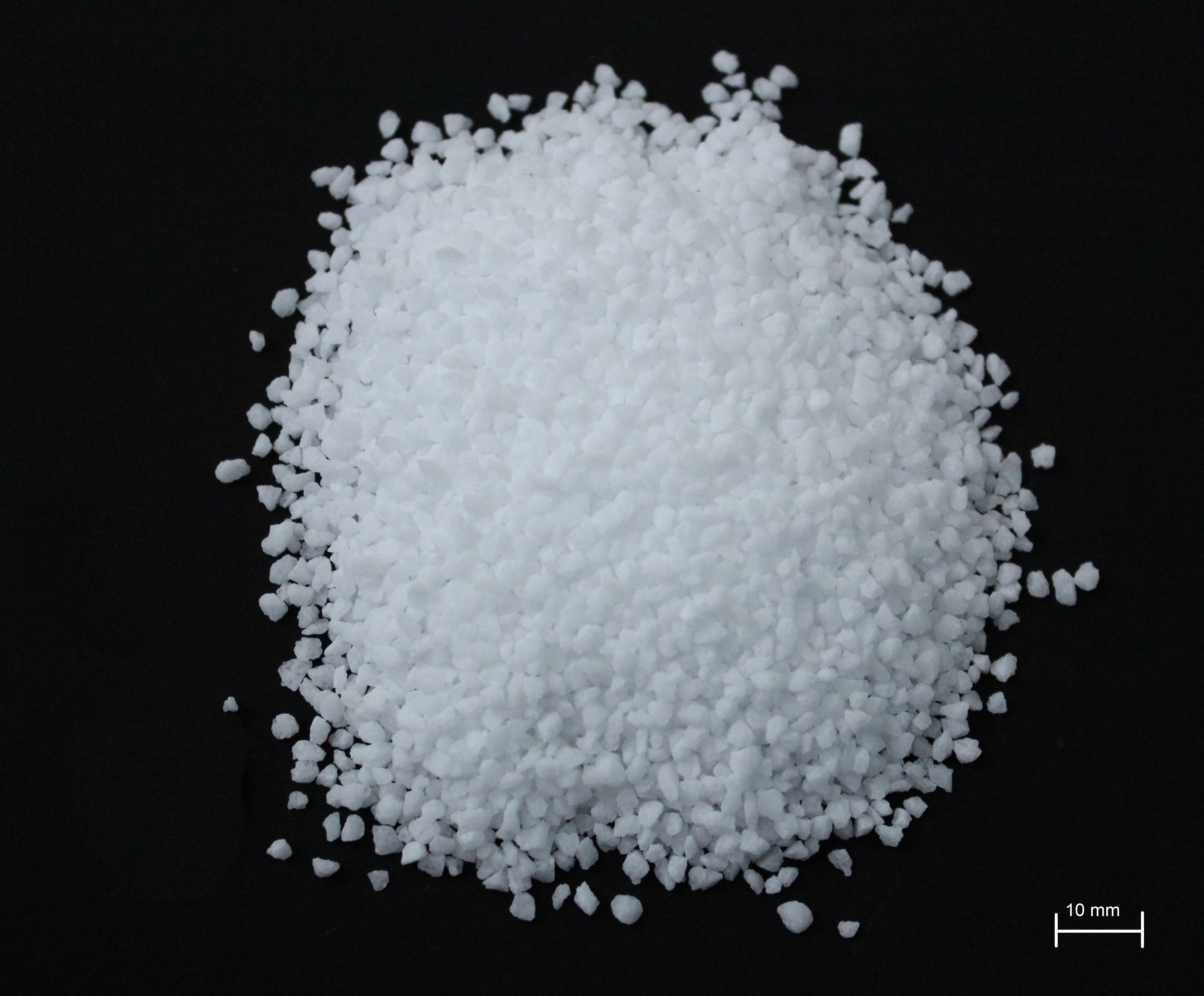
Speisesalz (grob)
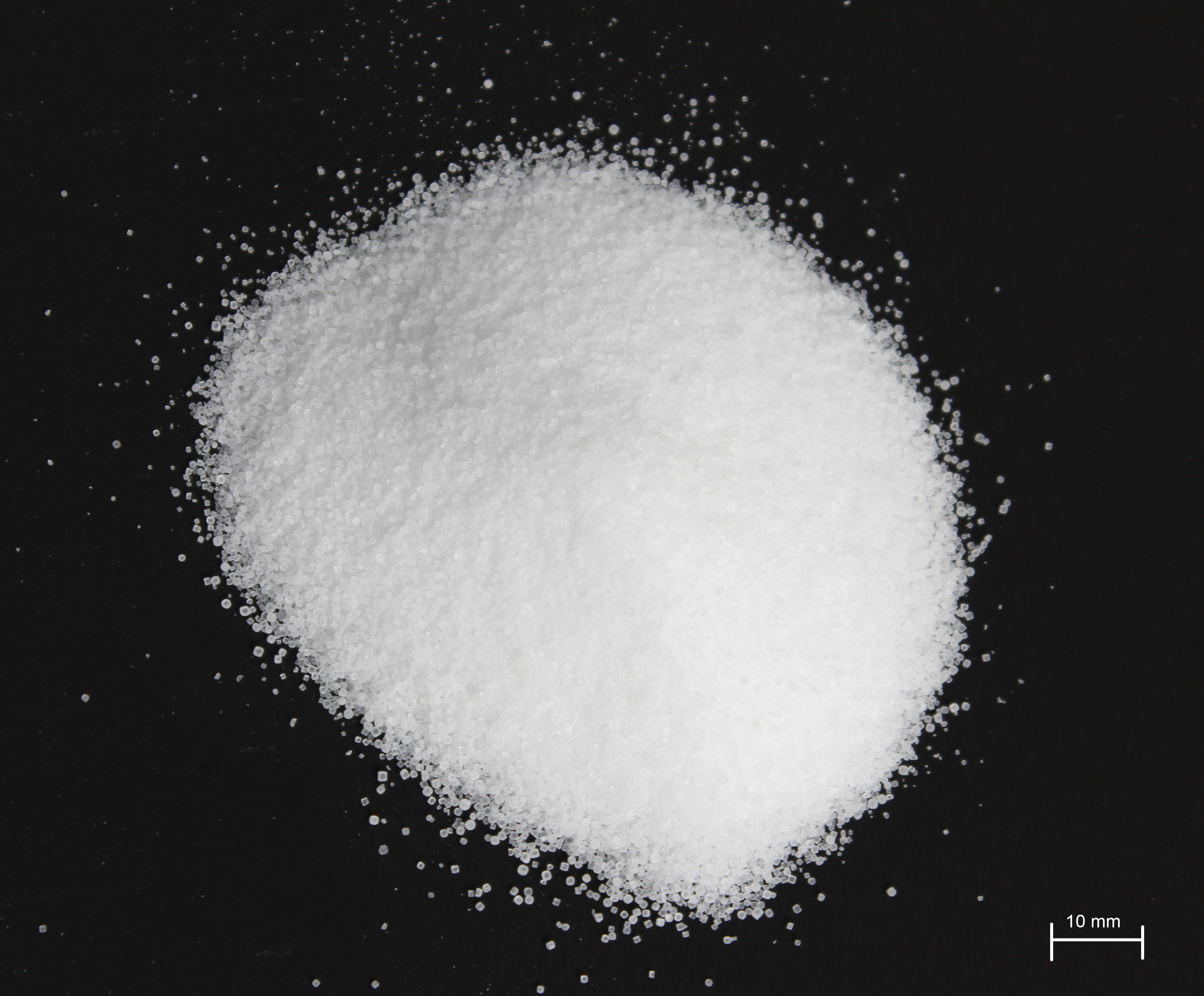
Speisesalz (fein)
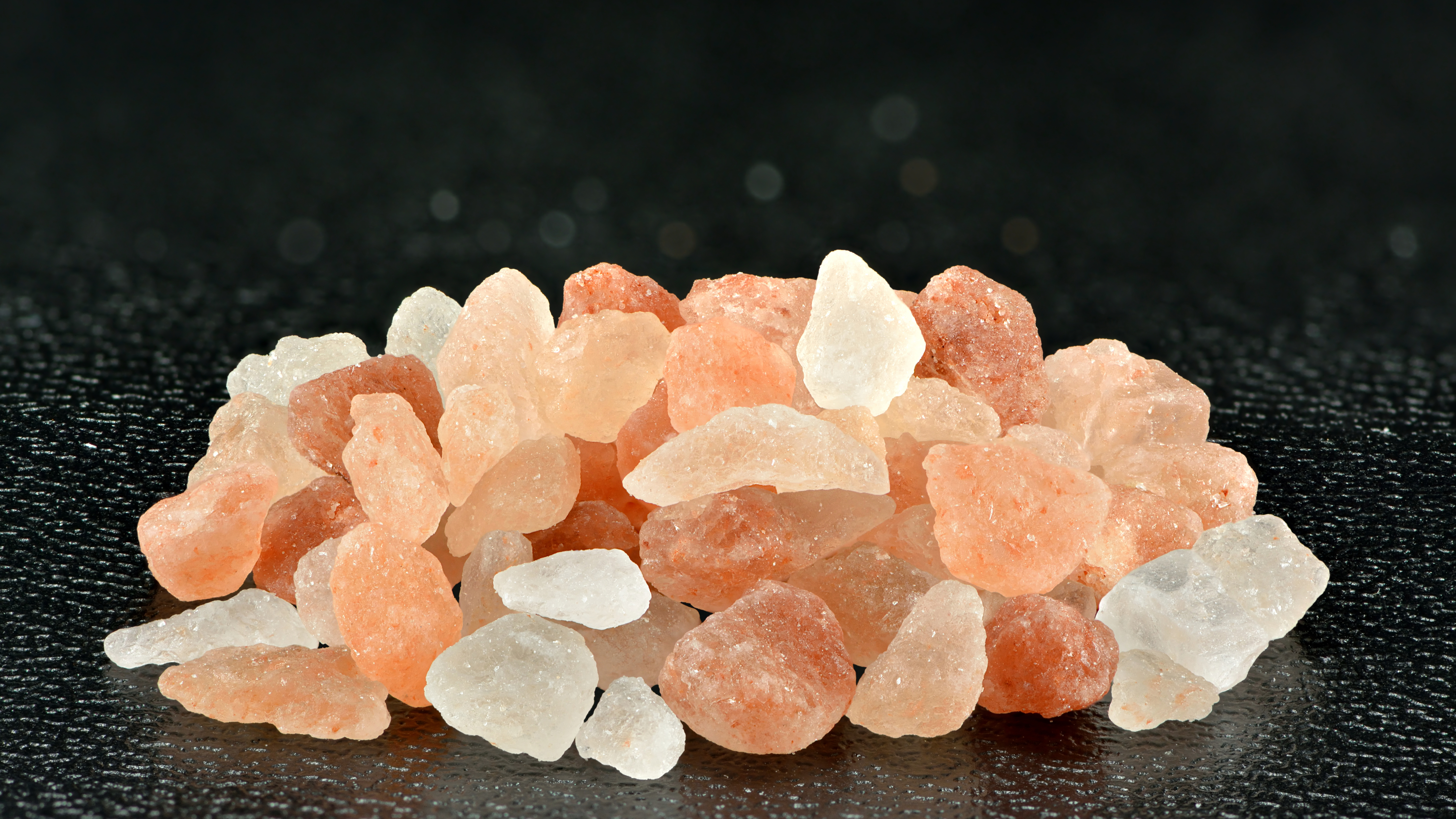
Himalayasalz (grob)
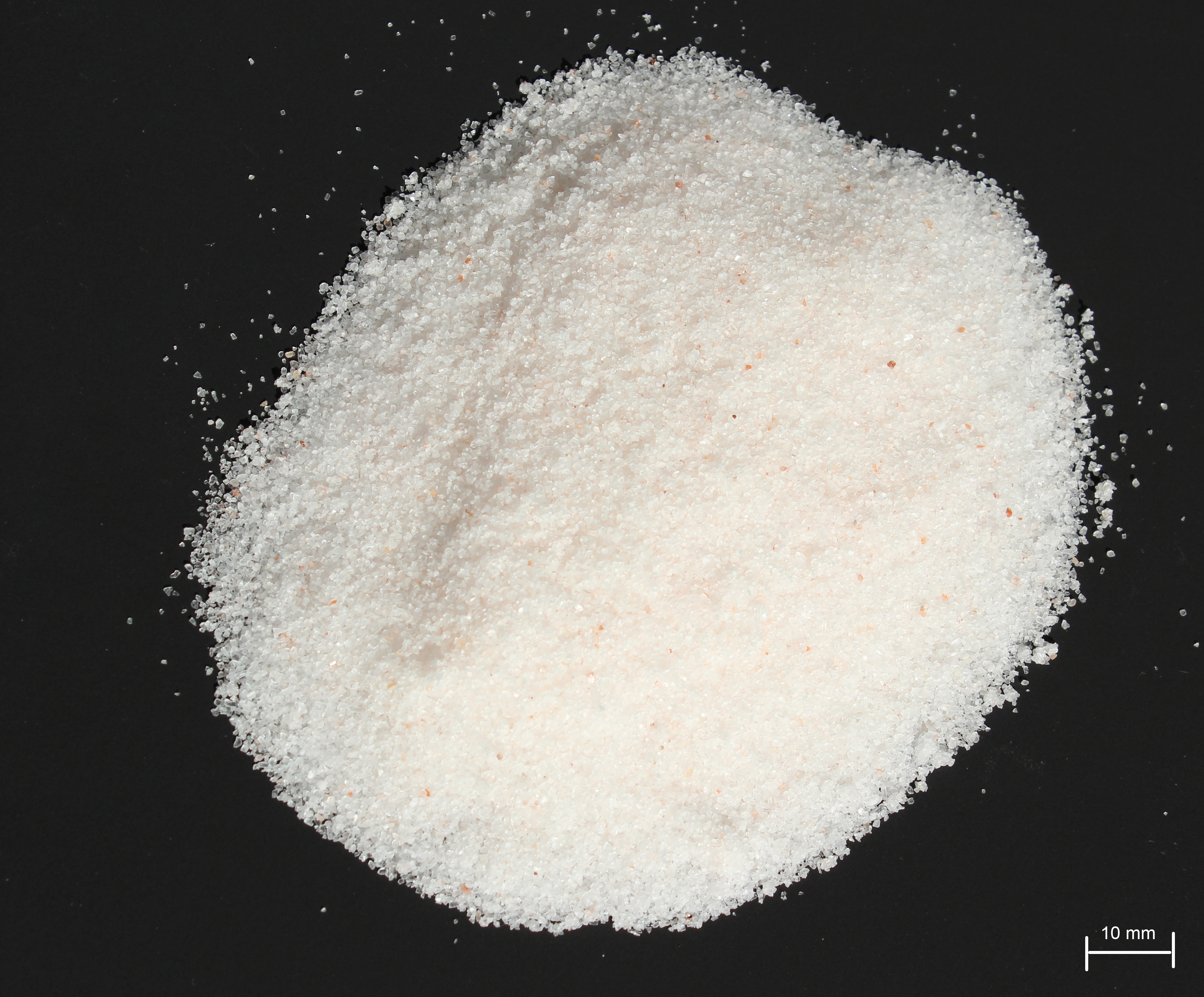
Himalayasalz (fein)
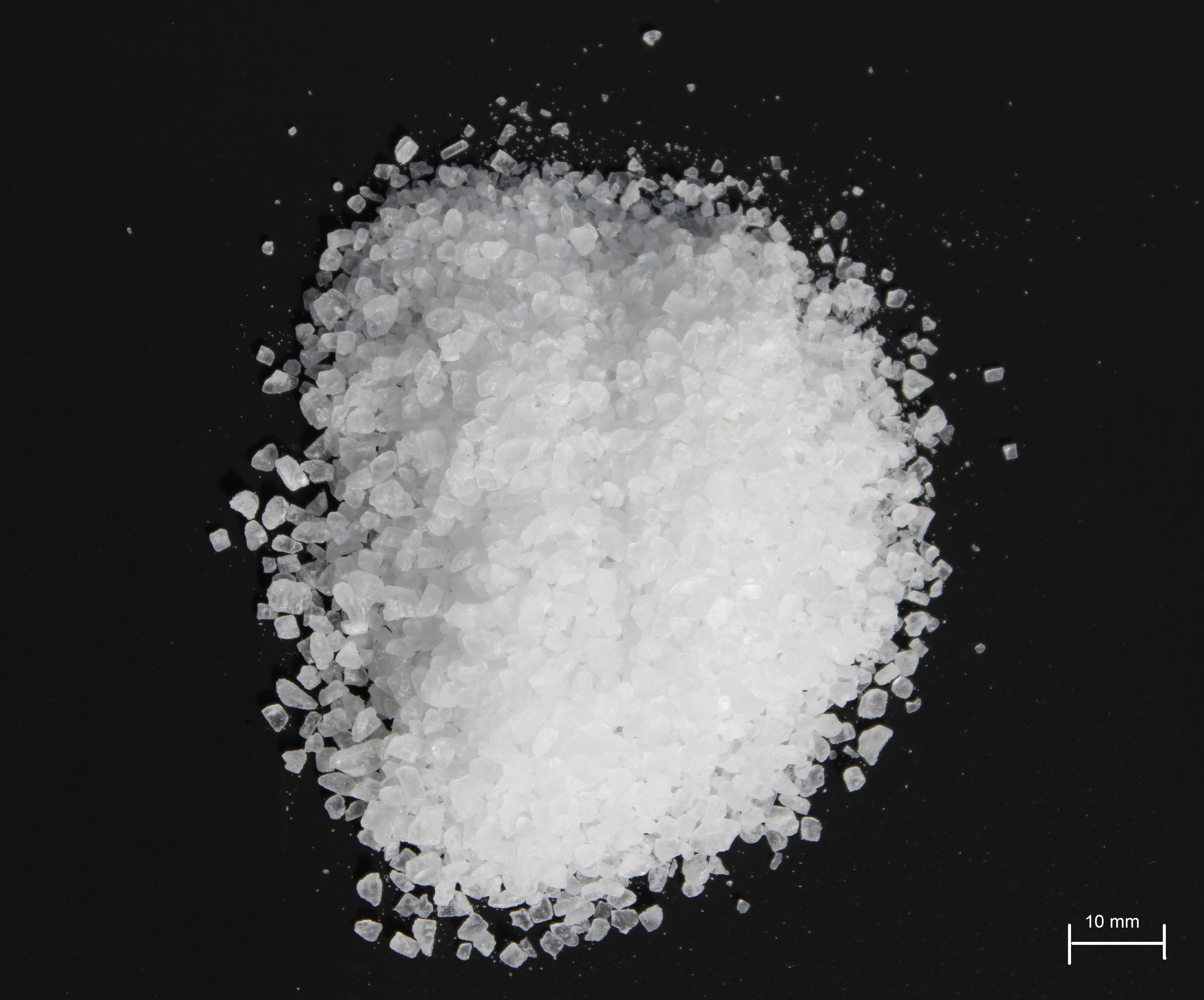
Meersalz (grob)
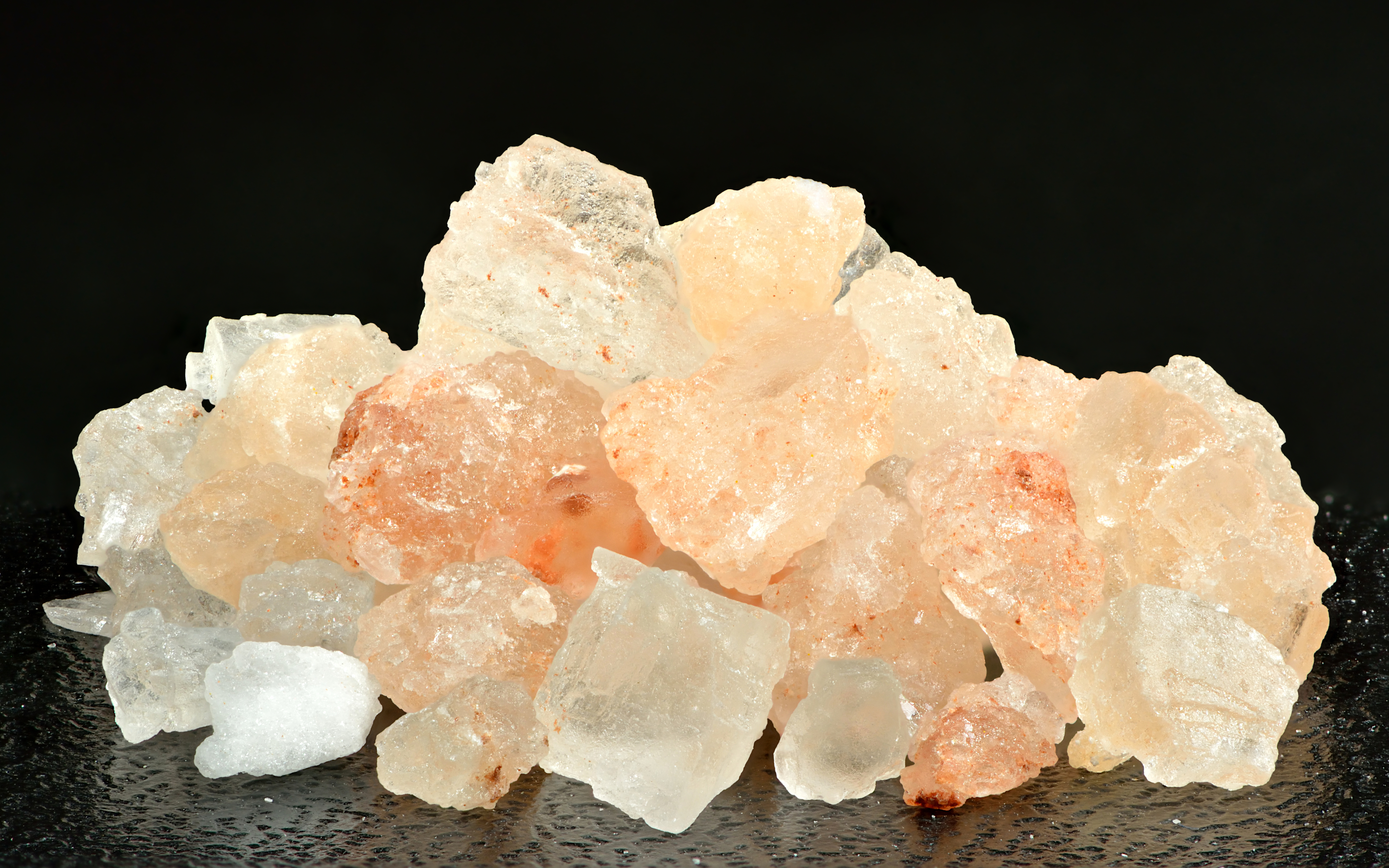
Bolivianisches Rosensalz (grob)
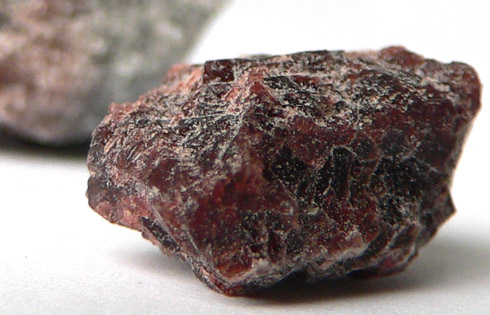
Schwarzes Salz (sehr grob)

## Physiologische Bedeutung
Speisesalz ist der am meisten konsumierte Mineralstoff der menschlichen Ernährung. In gelöster Form liegt Kochsalz in Form von positiv geladenen Natrium- und negativ geladenen Chloridionen vor, die eigene Rollen für den Wasserhaushalt, das Nervensystem, die Verdauung und den Knochenaufbau besitzen. Der Körper eines Erwachsenen enthält etwa 150 bis 300 Gramm Speisesalz und benötigt täglich ein bis drei Gramm zum Ausgleich des Verlusts durch Schweiß und Ausscheidungen. Bei einigen Erkrankungen (darunter Durchfall) oder starkem Schweißaustritt kann der tägliche Kochsalzverlust 20 Gramm erreichen.
Da Speisesalz früher knapp war, hat der Körper eine Salzaufnahme mit einer Dopaminausschüttung belohnt. Die für den Salzappetit verantwortlichen Gene werden mit Drogensucht (Opiate und Kokain) in Verbindung gebracht.

### Bluthochdruck
Überdurchschnittlicher Salzkonsum wurde seit 1922 für Bluthochdruck verantwortlich gemacht und präventiv wurde eine salzarme Ernährung empfohlen. Vorreiter einer salzfreien Ernährung bzw. einer Ernährung mit maximal 1 Gramm Kochsalz pro Tag waren in den USA F. M. Allen (1920) und in Deutschland Franz Volhard. Es gibt Hinweise darauf, dass die „Salzsensitivität“ von vielen verschiedenen Faktoren wie genetischer Veranlagung, Alter oder BMI abhängt. Erkenntnisse aus dem Projekt Mars-500, welches an sechs Probanden durchgeführt wurde, zeigen, dass eine Reduzierung des Salzkonsums den Blutdruck senkt. Die Reduzierung der durchschnittlich in Deutschland konsumierten Menge von zwölf auf sechs Gramm hat etwa die gleiche Wirkung wie blutdrucksenkende Mittel.

„Das Zusammenspiel von Genetik und Umwelt, das Forschungsgebiet der Präsidentin der American Heart Association [AHA] werde immer besser verstanden, eine Interaktion, die für die [Blut-] Druckregulierung zentrale Bedeutung habe […] Zu viel Kochsalz im Essen lässt bevölkerungsweit den Blutdruck ansteigen. Der tägliche Durchschnittskonsum an Kochsalz liegt, wie eine aktuelle Erhebung der AHA und der American Stroke Association (ASA) ergeben haben, bei ca. 3,4 g Natrium (entsprechend 8,6 g Kochsalz). Das ist mehr als das Zweifache der empfohlenen Tagesdosis von 1,5 g Natrium (entsprechend 3,8 g Kochsalz). Dass die meisten Menschen ihren Kochsalzkonsum nicht so hoch einschätzen, liegt daran, dass sie nur einen kleinen Teil aktiv dazusalzen. 75 % des konsumierten Kochsalzes stammt aus Fertiggerichten und industriell hergestellten Nahrungsmitteln.“

Auf einer Fachtagung der American Heart Association in New Orleans zeigten Epidemiologen, dass weltweit pro Jahr etwa 2,3 Millionen Menschen aufgrund von kardialen Ereignissen basierend auf exzessiver Kochsalzzufuhr sterben. In Industrieländern sowie in Schwellen- und Entwicklungsländern steigt die Kochsalzzufuhr an.
In einer Studie an 31 schwangeren Frauen wurde beobachtet, dass Salzkonsum im Zusammenspiel mit dem veränderten Hormonhaushalt den Blutdruck zu senken vermochte.
Natriumreduziertes Speisesalz, bei dem circa ein Drittel des NaCl durch KCl ersetzt ist, wird unter der Bezeichnung Blutdrucksalz im Handel angeboten (siehe auch Pansalz).

### Entzündungen und kognitive Beeinträchtigungen im Tierversuch
Bei Mäusen führte ein stark erhöhter Salzkonsum zu kognitiven Defiziten, wie Forscher vom Weill Cornell Medical College im Fachmagazin Nature Neuroscience berichteten. Offenbar erhöhen besonders salzhaltige Speisen in Verbindung mit einprozentiger Kochsalzlösung als einzig verfügbarer Flüssigkeit die Anzahl spezieller T-Helferzellen im Dünndarm. Diese schütten den entzündungsfördernden Signalstoff Interleukin-17 aus, der sich daraufhin im Blutplasma anreichert und die Funktion der Endothelzellen stört. Diese Zellen kleiden die Innenseite der Blutgefäße aus und spielen beispielsweise eine wichtige Rolle bei der Regulation des Blutdrucks. Einige Forscher kritisierten an der Studie den Salzgehalt der verfütterten Nahrung: Insgesamt 4 bzw. 8 Prozent der Nahrung waren Salz, was laut den Studienautoren selbst dem 8- bzw. 16-fachen einer normalen Kost für Labormäuse entspricht und bei Menschen mit dem oberen Ende („high end“) des Spektrums der Salzaufnahme vergleichbar sei. John Funder äußerte:
„Jedwede Extrapolation von Mäusen mit einer Salzaufnahme von 8 % auf die Situation von Menschen mag zwar putzig sein, aber ist wissenschaftlich grob unverantwortlich.“

### Über- oder Unterdosierung
Die Salzmenge im menschlichen Körper wird durch Hormone reguliert und bleibt nahezu konstant. Ist der Salzgehalt zu hoch, wird durch Flüssigkeitsausstoß überschüssiges Natriumchlorid ausgeschieden (Salurese), womit ein erheblicher Verlust an Wasser verbunden ist. In der Folge entsteht ein Durstgefühl. Eine dauerhaft hohe Salzaufnahme steigert die Wassermenge im Körper und damit das Gewicht und kann zu einer Schädigung der Nierenfunktion führen (1903 führten Fernand Widal und A. Javal die kochsalzarme Diät bei Nierenkrankheiten ein. Carl von Noorden empfahl 1909 die kochsalzarme Diät bei Hypertonie).
Es sind Fälle bekannt, bei denen übermäßiger plötzlicher Salzkonsum eine lebensgefährliche Wirkung hatte. So starb beispielsweise ein vierjähriges Mädchen 2005 an einer zwangsweise zugeführten Menge von 32 Gramm Speisesalz. Bei einer Vergleichsuntersuchung gleichaltriger Kinder wurde festgestellt, dass selbst ein Bruchteil dieser Salzmenge von keinem einzigen Kind freiwillig aufgenommen wurde. Die LD50 für Kochsalz beträgt 3 g pro Kilogramm Körpergewicht. Es ist unwahrscheinlich, eine entsprechende Menge unbeabsichtigt einzunehmen.
Der Konsum von zu wenig Salz wirkt sich negativ aus, da die geringe Salzkonzentration im Körper des Betroffenen jedes Durstgefühl stoppt und so zu einer Austrocknung führt. Die Symptome sind die einer Exsikkose. Wurde die notwendige Mindestmenge 1989 noch mit 2 Gramm pro Tag für Erwachsene angegeben, spricht die American Heart Association 2021 von weniger als 1,25 Gramm täglich.

### Magenkrebs
Bei einer prospektiven Studie in Großbritannien mit 470.000 Teilnehmern wurde ermittelt, dass bei erwachsenen Menschen (größtenteils zwischen 40 und 72 Jahre alt), die angaben, beim Essen am Tisch immer nachzusalzen, das Magenkrebs-Risiko gegenüber Menschen, die angaben, nur gelegentlich oder gar nicht nachzusalzen, in einem Zeitraum von 10 Jahren um ca. 40 % erhöht ist, und zwar unabhängig von sozioökonomischen Faktoren, sonstigen Ernährungs- und Lebensgewohnheiten (u. a. Alkohol- und Tabakkonsum) sowie einer Infektion mit Helicobacter pylori. Dabei bleibt jedoch ungeklärt, wie und warum eine permanent hohe Salzaufnahme die Entstehung von Magenkrebs begünstigen könnte.

## Zusatzstoffe

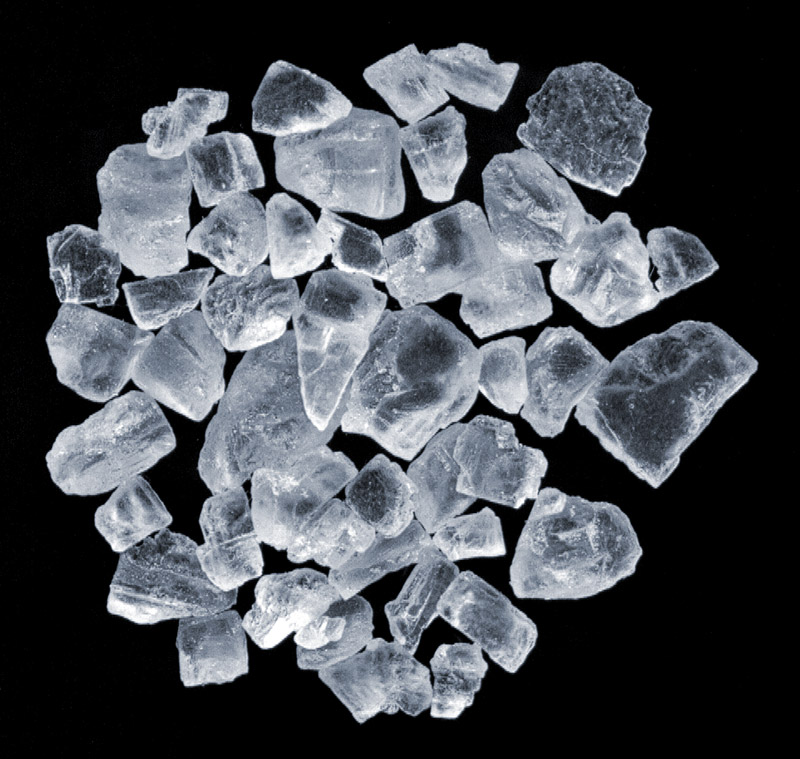
Meersalz-Naturkristalle

Verschiedene Zusätze zum Speisesalz sind möglich, um anwendungstechnische oder ernährungsphysiologische Eigenschaften zu verändern.

### Verbesserung der Rieselfähigkeit
Speisesalz ist aufgrund natürlicherweise in geringen Mengen enthaltener anderer Salze, wie zum Beispiel Magnesiumchlorid, hygroskopisch. Dadurch wird es an der Luft feucht und verklumpt, so dass es sich nicht mehr fein dosieren lässt. Zur Verbesserung der Rieselfähigkeit werden Calciumcarbonat (Kalk), Magnesiumcarbonat, Aluminiumoxid, Natriumferrocyanid, Silicate oder Kaliumhexacyanidoferrat(II) als Rieselhilfe zugesetzt. Das schwerlösliche Calcium- und Magnesiumcarbonat verursacht die Trübung beim Auflösen des Speisesalzes in Wasser.  Gut rieselndes Speisesalz wurde 1911 vom US-amerikanischen Salzhersteller Morton Salt entwickelt.

### Iod
Zur Vorbeugung eines Kropfes und vor einem Jodmangel kann dem Speisesalz Natriumiodat oder Kaliumiodat zugesetzt sein. In Deutschland enthält Jodsalz 15 bis 25 mg Iod pro Kilogramm. Iodat wird verwendet, weil Iodid unter Einwirkung von Wasser und Luftsauerstoff nicht stabil ist und sich leicht in Iod umwandelt. In den USA hingegen wird Kalium- und Natriumiodid verwendet, das durch Stabilisatoren wie Thiosulfate vor der Oxidation geschützt ist.
In Österreich enthält jodiertes Speisesalz 15 bis 20 mg Iod/kg Salz.
In der EU ist bei jodiertem Speisesalz die Angabe des Mindesthaltbarkeitsdatums erforderlich, bei unbehandeltem Salz nicht.

### Fluorid
Zur Kariesprophylaxe werden geringe Mengen an Natriumfluorid oder Kaliumfluorid zugesetzt. Diese Praxis kam erstmals in den 1950er Jahren in der Schweiz auf. So führte 1955 der Kanton Zürich als erster fluoridiertes Kochsalz ein, weitere Kantone folgten. Seit einigen Jahren hält fluoridiertes Kochsalz in der Schweiz stabil einen Marktanteil von rund 80 Prozent. Seit 1983 beträgt die Dosierung etwa 250 Milligramm Fluorid-Ionen pro Kilogramm Speisesalz.
In Deutschland brachte 1958 die Saline Friedrichshall (später: Südwestdeutsche Salinen GmbH) ein „Fluorsalz“ in 500 g Packungen auf den Markt. Zur Dosierung erklärte der Zahnarzt Hans Joachim Schmidt: „Bei der als normal angesehenen Menge täglicher Einnahme des Salzes von 10 g wird etwa 1 mg Fluor resorbiert. Nehmen nun Kinder z. B. 5 g Salz täglich ein, so liegt die Resorption zwischen 0,5 bis 1 mg täglich.“ Der Fluoridzusatz zum Salz entsprach nicht dem damals geltenden Lebensmittelrecht und wurde am 25. Oktober 1960 vom Bundesgesundheitsamt untersagt. Seit 1983 gibt es in Frankreich fluoridiertes Speisesalz, es folgten Jamaika und Costa Rica. 1991 wurde der Vertrieb eines in Frankreich hergestellten Jodsalzes mit Fluorid auf der Basis von Ausnahmegenehmigungen in Deutschland zugelassen. Im nächsten Jahr wurde die Herstellung in Deutschland zugelassen. 2006 wurde fluoridiertes Speisesalz als Standardmaßnahme zur Kariesprophylaxe in der „Leitlinie Fluoridierungsmaßnahmen“ der „Zahnärztlichen Zentralstelle Qualitätssicherung“, die in Abstimmung mit anderen wissenschaftlichen Gesellschaften und Fachinstitutionen erarbeitet wurde, empfohlen. Im selben Jahr stimmte das Europäische Parlament der Anreicherung von Lebensmitteln mit Fluorid zu. So wurde der Weg frei für die Speisesalzfluoridierung in allen EU-Staaten.
2011 lag in Deutschland der Marktanteil von mit Fluorid versetztem Salz am gesamten Speisesalzabsatz in Haushaltsgebinden bei 68 Prozent. Es enthält 250 mg Fluorid/kg Speisesalz in Form von Natrium- oder Kaliumfluorid. Die Informationsstelle für Kariesprophylaxe sieht darin eine einfache und preiswerte Möglichkeit, Karies besser vorzubeugen. Fluoridiertes Speisesalz wirkt vor dem Verschlucken lokal durch den direkten Kontakt mit der Zahnoberfläche. Es erhöht die Fluoridkonzentration im Speichel und schützt so beim Essen vor Karies. Die kariesvorbeugende Wirkung von fluoridiertem Speisesalz ist inzwischen durch zahlreiche Studien belegt.

### Natriumnitrit
Pökelsalz ist Speisesalz mit einem Zusatz von 0,4 % bis 0,5 % Natriumnitrit. Dadurch soll beim Pökeln von Fleisch die gewünschte entsprechende „Umrötung“ erreicht werden. Unter „Umrötung“ wird die Bildung der typischen, hitzestabilen roten Farbe von gepökelten Fleischerzeugnissen verstanden. Die Farbe von Fleisch wird hauptsächlich durch die Farbe des Myoglobins im Muskel bestimmt. Durch die Anlagerung bestimmter zweiatomiger Moleküle (zum Beispiel Sauerstoff, Kohlenmonoxid oder Stickoxid) an das zentrale Eisenatom des Myoglobins ändert dieses die Farbe. Wird unbehandeltes Fleisch erhitzt, oxidiert das zentrale Eisenatom (von Fe2+ zu Fe3+) und die Farbe ändert sich dabei von rot zu grau-braun. Wird dem Fleisch Nitrit zugesetzt, was in Form von „Nitritpökelsalz“ geschehen kann, so bildet sich unter den richtigen Bedingungen im Fleisch Stickstoffmonoxid (NO), welches sich mit dem Myoglobin zu hitzestabilem Nitrosomyoglobin verbindet, somit bleibt die „appetitlichere“ Färbung erhalten.
Es gibt im Wesentlichen zwei Theorien über den Ablauf der chemischen Vorgänge bei der Umrötung von Fleisch. Zum einen den rein chemischen und zum anderen den biochemischen Reaktionsweg. Bei beiden Ansätzen wird im ersten Schritt das Myoglobin unter Einwirkung von Nitrit zu Metmyoglobin aufoxidiert. Im zweiten Schritt lagert sich Stickoxid an das Metmyoglobin an und bildet Nitrosometmyoglobin. Dieses wiederum wird schließlich durch Enzyme oder Temperaturen von über 75 °C zu Nitrosomyoglobin reduziert.
Die Bildung der Pökelfarbe ist abhängig von der Temperatur, der Zeit und dem pH-Wert, bei denen die Reaktion abläuft. Bei niedrigeren pH-Werten läuft die Reaktion schneller ab als bei höheren pH-Werten. Der Zusatz von Umrötehilfmitteln beschleunigt die Umrötung und wirkt sich positiv auf die Farbstabilität der fertigen Produkte aus.

### Folsäure
Die Deutsche Gesellschaft für Ernährung geht für Deutschland von einer Unterversorgung mit Folsäure aus. Aus diesem Grund wird Folsäure einigen Speisesalzsorten zugesetzt. Charakteristisch ist deren gelbliche Farbe. Beim Einsatz ist zu beachten, dass Folsäure nicht kochbeständig ist und Speisesalz mit Folsäure erst nach dem Kochen zugesetzt werden sollte.

### Geschmacksstoffe
Der Zusatz von Gewürzen und anderen Geschmacksstoffen führt zu der umfangreichen Palette der Gewürzsalze. Zum einen sollen die Gewürze und Kräuter dem Salz „Geschmack“ geben, andererseits wirkt der Salzzusatz stabilisierend auf die Gewürze, wie bei Knoblauchsalz.

### „Ur-Salz“ und Raffination
Es gibt zahlreiche esoterisch geprägte Autoren, die sich gegen die Praxis aussprechen, natürliches Salz mit Zusatzstoffen zu versetzen oder durch bestimmte Behandlungsprozesse Verunreinigungen des Salzes zu entfernen. Dabei wird zwischen raffiniertem und vorgeblichem Ursalz, wie Himalayasalz unterschieden. Die gesundheitlich positiven Wirkungen würden beim Raffinieren geschmälert und gar verloren gehen, während die gesundheitlich negativen Wirkungen zunehmen würden. Allerdings besteht das so genannte Ursalz, genauso wie das raffinierte Salz, fast ausschließlich aus Natriumchlorid. Bei einer Aufnahme von höchstens zwei Teelöffeln Salz am Tag sind alle anderen Inhaltsstoffe in zu geringen Mengen vorhanden, um physiologische Auswirkungen zu haben. Grundlage solcher Betrachtungen ist die Annahme von immateriellen Eigenschaften, die mit dem Ursalz verbunden werden. Es existieren jedoch keine wissenschaftlichen Studien über gesundheitliche Vorteile des Ursalzes.

## Toponyme
Oft tragen mit (Speise-)Salz in Verbindung stehende Orte den Bestandteil Salz-, das mittelhochdeutsche Wort Hall- oder ähnliche Bezüge im Namen. Beispiele sind
- Hall
  - Halle (Saale)
  - Bad Reichenhall
  - Hallein
  - Hallstatt mit dem weltweit ältesten Bergwerk (1000 v. Chr.)
  - Hall in Tirol
  - Schwäbisch Hall
  - Bad Friedrichshall
  - Schweizerhalle
  - Niedernhall
  - Johannashall
- Salz
  - Salzbergen
  - Salzburg
  - Salzgitter
  - Salzwedel
  - Bad Salzuflen
  - Bad Salzungen
  - Bad Langensalza
  - Bad Salzdetfurth
  - Bad Salzelmen
  - Bad Salzschlirf
  - Salzkotten
  - Bad Salzhausen
- Soden
  - Bad Soden, Stadtteil von Bad Soden-Salmünster
  - Bad Soden am Taunus
  - Soden (Sulzbach am Main) (früher Bad Sodenthal), Ortsteil von Sulzbach am Main
  - Bad Sooden-Allendorf, Stadt im Werra-Meißner-Kreis, Hessen

- im niederländischen Sprachraum: zout = Salz
  - Zoutelande in den Niederlanden
  - Zoutenaaie in Flamen
  - Zoutkamp in den Niederlanden
  - Zoutleeuw in Flamen

- weitere Beispiele
  - Tuzla, Stadt in Bosnien und Herzegowina (benannt nach dem türkischen Wort tuz für Kochsalz)

Die Bezeichnung der Region Salzkammergut fußt historisch auf kaiserlichen Sonderrechten für den hier – im Süden von Oberösterreich – gewonnenen Rohstoff.

## Dokumentarfilm
- Salz: Fluch und Segen. Regie: Elisa Frankenstein, ZDF, Deutschland, 53 Minuten, 2023.